# Кьонґук Теджон
«Кьонґук теджон» (кор.: хангиль: 경국대전, ханча: 經國大典), назва перекладається як «Державний кодеск» або «Національний кодекс» — кодексом, що містить всі закони, звичаї та декрети корейських періодів пізнього Корьо до раннього Чосон. Відсортовані за відповідними міністрами (Юкчо), він був основою для чосонської політики понад 500 років.
Попереднім кодексом був «Кьондже юкчон» (경제육전, 經濟六典; Шість кодексів управління) та його переглянута версія, «Сокюкчон» (속육전, 續六典, Шість кодексів управління з поправками), що були видані за період правління засновника держави, вана Тхеджо.
Робота над новим укладанням законів розпочалося в 1460 (Седжо 6). У 1467 (Седжо 13), укладання всієї книги завершилося і вона отримала назву «Кьонґук теджон», але повторні правки та доповнення відсунуло остаточну публікацію книги. Коли Сонджон був коронований, то розпочалося запровадження першої редакції в 1471, яка отримала назву «Сінмьо теджон» (신묘대전, 辛卯大典). Пізніше він був переглянутий в 1474 і тому отримав назву «Кабо теджон» (갑오대전, 甲午大典). Третя редакція, «Ильса теджон» (을사대전, 乙巳大典), вийшла в 1485 (Сонджон 32) та зареєстрована як остання редакція.